# Gare de Saint-Georges
La gare de Saint-Georges est une ancienne gare ferroviaire française de la ligne de Montpellier à Rabieux, située sur le territoire de la commune de Saint-Georges-d'Orques, dans le département de l'Hérault, en région Occitanie.
Elle est mise en service en 1892 par la Compagnie des chemins de fer d’intérêt local du département de l’Hérault et fermée au trafic voyageurs en 1948 et marchandises en 1952 par la même compagnie,.

## Situation ferroviaire
Établie à 79 mètres d'altitude, la gare de Saint-Georges est située au point kilométrique (PK) 7,752 de la ligne de Montpellier à Rabieux (à voie unique), entre les gares fermées de Celleneuve et de Saint-Paul-Montarnaud.

## Histoire
Cette gare est mise en service à l'ouverture de la section entre Montpellier et Saint-Georges-d'Orques de la ligne de Montpellier à Rabieux par la Compagnie des chemins de fer d’intérêt local du département de l’Hérault, soit le 1er juillet 1892.
La gare sert de terminus jusqu'à l'ouverture de la section de Saint-Georges-d'Orques à Gignac le 26 août 1894.
Le section entre Saint-Georges-d'Orques et Aniane est fermée le 1er mars 1951 ou le 15 avril 1951, cette section est déposée le 20 juillet 1955 et déclassée le 10 juin 1953,.
La gare est fermée au trafic marchandises le 1er mars 1952 lors de la fermeture du tronçon entre Saint-Georges-d'Orques et Celleneuve, cette même section est déposée le 20 juillet 1952 et déclassée le 10 juin 1953.

### Fréquentation[4]
| Année     | 1911   | 1926   |
| --------- | ------ | ------ |
| Voyageurs | 24 366 | 22 497 |

## Service des marchandises
Tableaux du trafic marchandises en tonnes.
| Année       | 1911  | 1926   | 1938  | 1948  |
| ----------- | ----- | ------ | ----- | ----- |
| Expéditions | 4 464 | 10 165 | 2 675 | ?     |
| Arrivages   | 5 004 | 7 375  | 1 460 | ?     |
| Total       | 9 468 | 17 540 | 4 134 | 7 789 |

## Patrimoine ferroviaire
En 2025, le bâtiment de la gare de Saint-Georges a été réhabilitée en habitation.